# Clarence Gilbert
Clarence Oliver Gilbert (Fort Lauderdale, 15 gennaio 1980) è un cestista statunitense, professionista in Europa e in Sudamerica.